# 보타르가

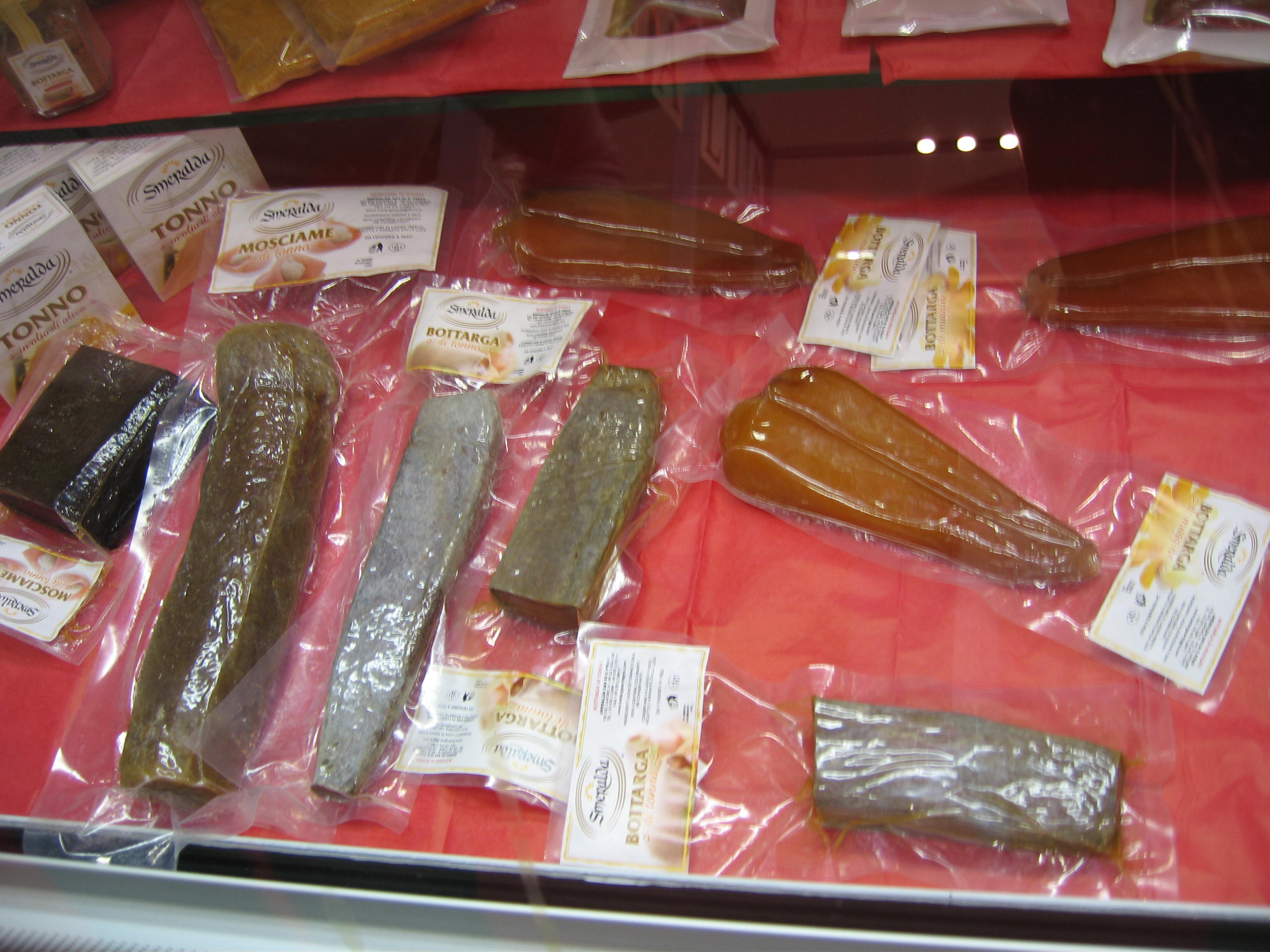
보타르가

보타르가(이탈리아어: Bottarga)는 지중해 요리에 사용되는 재료이다. 숭어나 참치의 생선알을 소금 건조한 것이다.

## 이름
이탈리아어로 보타르가(Bottarga)이며, 프랑스 표준어로는 부타루그 또는 푸타르그 (boutargue, poutargue)이다. 오크어, 스페인어와 카탈루냐어도 botarga로 적는다. 포르투갈어 butarga, 사르디니아어 butàriga, 영어로는 보타고 (botargo)이다.

## 같이 보기
- 가라스미
- 어란
- 우위쯔